# 4242-es mellékút (Magyarország)
A 4242-es számú mellékút egy közel 7 kilométer hosszú, négy számjegyű országos közút Békés vármegye keleti részén; Zsadánytól vezet Mezőgyán központjába.

## Nyomvonala
Zsadány központjában ágazik ki a 4219-es útból, annak a 25,450-es kilométerszelvényétől. Dél felé indul, Attila király körút néven, de hamar a Mezőgyáni út nevet veszi fel, majd 900 méter után ki is lép a belterületről. 1,8 kilométer megtételét követően átlép Geszt területére, ott több irányváltása is következik, de lakott területeket ott nemigen érint. Az 5. kilométere előtt lépi át Mezőgyán határát, a belterület északi szélét pedig 6,1 kilométer után éri el; ott a Széchenyi István út nevet veszi fel. A faluközpont északi részét elérve vége is szakad, beletorkollva a Nagygyanté-Geszt között húzódó 42 154-es számú mellékútba, annak 7,400-as kilométerszelvényénél.
Teljes hossza, az országos közutak térképes nyilvántartását szolgáló kira.gov.hu adatbázisa szerint 6,818 kilométer.

## Települések az út mentén
- Zsadány
- (Geszt)
- Mezőgyán

## Története
A Kartográfia Vállalat Magyarország autótérképe 1:525 000 című kiadványában az út első, Zsadányhoz közelebbi fele mindössze „fontosabb földút” jelöléssel, mezőgyáni folytatása pedig mint „egyéb, nem pormentes út” szerepel.